# Carmen Daniels
Carmen Daniels fue una escritora mexicana, nacida el 17 de octubre de 1925, donde estudió actuación antes de dedicarse a escribir para el radio y la televisión. Realizó la mayoría de su carrera en la televisión. Murió el 4 de marzo de 2006.
Entre sus trabajos se encuentran las telenovelas: Pobre Clara en 1975, La traición en 1984, Los parientes pobres en 1993 y Lazos de amor en 1995. y la serie unitaria Mujer casos de la vida real (1985-2006).

## Trayectoria

### Historias originales
- Mi destino eres tú (2000) (con Jorge Lozano Soriano).
- Atrapada (1991) (con Liliana Abud).
- Los años perdidos (1987).
- El precio de la fama (1987).
- La traición (1984) (con Fernanda Villeli).

### Adaptaciones
- Desencuentro (1997/98) Original de Caridad Bravo Adams y Luis Moreno.
- Últimos capítulos de María Isabel (1997/98) Original de Yolanda Vargas Dulché con Liliana Abud.
- Lazos de amor (1995/96) Original de Jorge Lozano Soriano.
- Los parientes pobres (1993) Original de Liliana Abud.
- Nuevo amanecer (1988) Original de Fernanda Villeli.
- Parecido al amor (1979) Original de Irma Yaniré.
- Viviana (1978) Original de Inés Rodena.
- Humillados y ofendidos (1977) Original de Fiódor Dostoyevski.
- Pobre Clara (1975) Original de Estela Calderón.
- Mi rival (1973) Original de Inés Rodena.
- La gata (1970/71) Original de Inés Rodena.

### Versiones a temas escritos por otros
- Tres veces Ana (2016) (adaptación de Lazos de amor) por Juan Carlos Alcalá.
- Pobre niña rica (1995) (Pobre Clara) Por Dinorah Isaak, Luis Moreno, Tere Medina y Vivian Pestalozzi.
- Dulce Ana (1995) (Pobre Clara) Por Juan Carlos Badillo y Estella de la Rosa.
- Sueño de amor (1993) (La gata) Por Ximena Suárez.
- Pobre Clara (1984) (Pobre Clara) Por Marcia Cerretani.

### Series
- Mujer casos de la vida real (1985-2000).

## Premios y nominaciones

### Premios TVyNovelas
| Año  | Categoría                   | Telenovela    | Resultado |
| ---- | --------------------------- | ------------- | --------- |
| 1996 | Mejor historia o adaptación | Lazos de amor | Nominada  |